# Прюдомм, Жан
Жан Прюдомм (фр. Jean Preudhomme; крещён 23 ноября 1732, Ролле, кантон Во, Швейцария — 20 июля 1795, Ла-Нёввиль) — швейцарский живописец.

## Биография
Обучался живописи в Париже. Ученик Жана-Батиста Лепренса и Жана-Батиста Грёза.
Творил одновременно с А. Граффом, И. Шалчем, А. Кауфман, И. Г. Фюссли, главным образом, в Женеве, Лозанне , Невшателе и Берне .
Также работал в качестве чертёжника.

## Творчество
Жан Прюдомм — художник-жанрист, пейзажист, портретист и анималист. Наиболее известен портрет Франца Рудольфа фон Фришинга, швейцарского аристократа, военного и государственного деятеля, полковника швейцарской гвардии на службе Голландии, промышленника, написанный в 1785 г.
В коллекции Национального музея Шотландии хранится картина Прюдомма «Портрет Дугласа, 8-го герцога Гамильтона со своим врачом доктором сэром Джоном Муром и его старшим сыном Джоном за планом Гран-тура».
В 1789 г. создал портрет Фридриха Вильгельма II, который находится ныне в Женевском музее искусства и истории города Невшатель.

## Галерея
- Портрет Дугласа, 8-го герцога Гамильтона со своим врачом доктором сэром Джоном Муром и его старшим сыном Джоном за планом Гран-тура. 1744.
- Портрет Франца Рудольфа фон Фришинга в мундире офицера Бернского корпуса егерей с бернской гончей (1785)
- Пейзаж. 1778
- Солдат с турецкой куртизанкой. 1780 г.